# Nervous (Shawn Mendes)
Nervous è un singolo del cantante canadese Shawn Mendes, pubblicato il 23 maggio 2018 come quinto estratto dal terzo album in studio Shawn Mendes.

## Video musicale
Il videoclip è stato pubblicato l'11 giugno 2018 sul canale Vevo-YouTube del cantante.

## Tracce
Download digitale
1. Nervous – 2:44

## Classifiche
| Classifica (2018) | Posizione massima |
| ----------------- | ----------------- |
| Australia         | 51                |
| Austria           | 39                |
| Canada            | 66                |
| Germania          | 86                |
| Paesi Bassi       | 38                |
| Regno Unito       | 54                |
| Slovenia          | 22                |
| Stati Uniti       | 108               |
| Svezia            | 71                |
| Svizzera          | 59                |